# Capoeta capoeta
Capoeta capoeta es una especie de peces de la familia de los Cyprinidae en el orden de los Cypriniformes.

## Subespecies
- Capoeta capoeta capoeta (Güldenstädt, 1772)
- Capoeta capoeta sevangi (De Filippi, 1865)

## Hábitat
Es un pez de agua dulce.

## Distribución geográfica
Se encuentra en el Baluchistán (Pakistán), Asia occidental y el territorio de la antigua URSS. 